# Francesc de Burguès-Santcliment
Francesc de Burguès-Santcliment, àlies Francesc Burguès (Barcelona, segle XIV - segle xv), senyor de Viladecans i de Gavà, va ser un ciutadà honrat de Barcelona, cavaller de Sant Jaume.

## Biografia

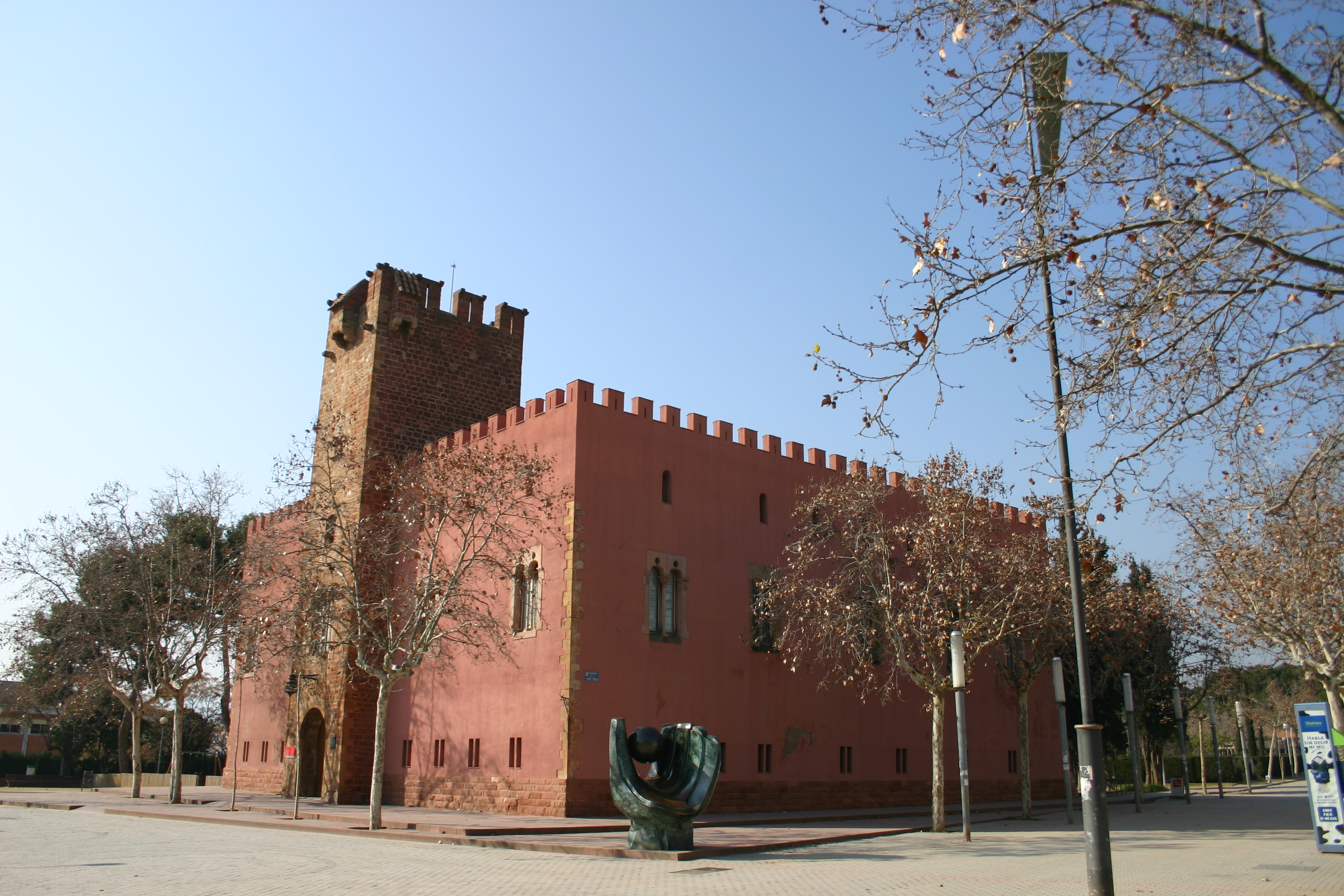
Torre Borguesa

Era ciutadà honrat de Barcelona i propietari de la Torre Burguesa, a Viladecans. Ocupà el càrrec de síndic de Barcelona i de Conseller en cap de Barcelona durant l'interregne, fou lloctinent del Governador de Catalunya, Guerau Alemany de Cervelló, i partidari de Ferran d'Antequera, assistint a la seva coronació el 1414 com a representant de la ciutat, juntament amb Ferrer de Gualbes.

## Família
La filiació de Francesc és poc clara. Tradicionalment se l'ha fet fill de Pere de Santcliment, que Morales Roca anomena Pere de Burguès àlies de Santcliment i que casa amb Maria Francesca de Santcliment, del llinatge dels Santcliment, tanmateix darrerament Vela proposa fer-lo fill de Pere (VI) de Santcliment, fill de Pere (III) de Santcliment i Constança, i d'Elionor Burguès, que li hauria donat el cognom en esdevenir senyor de la Torre Burguesa.
Casat amb Elionor de Casa-saja, va tenir tres fills:
- Gregori Burgués de Santcliment
- Galceran Burguès de Santcliment
- Pere Joan de Santcliment, casat amb Aldonça de Santcliment, fill de Pere (VII) de Santcliment, conseller reial i mestre racional, senyor de Badalona